# Jonelle Price
Jonelle Price nazwisko panieńskie Richards (ur. 14 października 1980) – nowozelandzka jeźdźczyni sportowa. Brązowa medalistka olimpijska z Londynu.
Zawody w 2012 były jej pierwszymi igrzyskami olimpijskimi. Startuje we Wszechstronnym Konkursie Konia Wierzchowego. W Londynie zdobyła brązowy medal w drużynie, tworzyli ją ponadto Jonathan Paget, Caroline Powell, Andrew Nicholson i Mark Todd. Startowała na koniu Flintstar. W zawodach międzynarodowych debiutowała w 2011, m.in. w mistrzostwach świata w 2014).